# Stenodictyon pallidum
Stenodictyon pallidum là một loài Rêu trong họ Hookeriaceae. Loài này được H.A. Crum & Steere mô tả khoa học đầu tiên năm 1956.